# 青山 (当別町)
青山（あおやま）は、北海道石狩郡当別町の地名。
青山橋以北の、当別川沿いの地域である。青山地区の面積は、当別町の領域の60％以上を占める。

## 下部行政区画

### 青山
狭義の青山は、青山橋（かつての青山渡船場）以北、水田の沢以南の地区を指す。当初はより北側に広く、開運橋付近（かつての青山奥渡船場）までが「青山」とされていたが、1919年（大正8年）に縮小された。
地区の歴史は、和人による入植がはじまる以前にさかのぼる。1881年（明治14年）、月形村で樺戸集治監が開庁されたのに伴い、当別から樺戸まで物資運搬のための仮道が開削された。新設された渡船場で当別川を渡り、中山の沢から山越えするルートである。しかしその実態は、笹刈りして人が通れるようにした程度のものだったため、南隣の弁華別に出ることすら容易ではなかったという。なお渡船場を経営するように命じられたのは青山重太郎であり、彼の名にちなんでこの地区を「青山」と称するようになった。
1893年（明治26年）に一帯の官林指定が解除され、新潟県より塩尻嘉太郎ら3戸が地区の南部に入植する。翌1894年（明治27年）には青山共有地、川崎農場、野村農場などが設定されたほか、徳島県から中山景太郎ら5〜6戸の入植者を迎え、以降も入植が続いていく。
開拓当初の住居は柱を用いない「おがみ小屋」で、作物は食糧確保を第一に考え撒くだけで育つイナキビが中心という質素な暮らしぶりだったが、地区の人々を悩ませるものは生活苦以外にもあった。樺戸集治監の脱走者が、必ずと言っていいほど青山を通るのである。凶悪な犯罪者たちは食糧と衣類を要求し、断れば乱暴を働くものだから、住民たちは素直に要求に従ったうえで早く立ち去らせた。また先に脱監の知らせが届いた際は、明かりを消して数班に分かれ、斥候を出し、鎌・鍬・竹槍・棍棒など百姓一揆のような武装をして警戒にあたったという。
こうした苦労をはらみつつも青山部落は人口を増やしていき、1896年（明治29年）に29戸だったものが1901年（明治34年）には93戸、1907年（明治34年）には153戸を数えるまでに至った。ただ、もともと大きな団体移住が行われた地域ではないことと、ある程度もうけたら移転しようと考える者が多かったことから、その後戸数は減少していった。
農業については、主食が確保されるようになってから換金作物が作付けされるようになり、アサがその首位を占めた。連作のせいでアサの生育が悪くなると、明治時代の末ころにアマや豆類へと転換し、第一次世界大戦のころにはよい収入源となった。しかしこれも長続きせず、代わってミブヨモギやユリの栽培が試みられたが、ほとんど失敗に終わった。
作物の転換と衰退を重ねてきた青山の農家は、ついに水田を造るしかないという結論に達したが、当別川の水利権はすべて川下の住民たちに押さえられていたため、窮地に追い込まれた。そこで沼の沢にダムを築造し、その水をいったん当別川に流してから、川崎農場のところで再度汲み上げるという手段が取られた。これが1961年（昭和36年）のことである。

### 青山中央
かつて、開運橋以北の地域は青山奥と呼ばれていた。そこから1919年（大正8年）に一番川以北、大袋以南が「二番川部落」として分離した。1928年（昭和3年）4月には、それまで南の青山部落に含まれていた沼の沢までが青山奥となる。1941年（昭和16年）5月に町内会部落会の規定を一部改正したとき、「青山中央」という名前が部落会につけられた。
地区の開拓は1894年（明治27年）、野村五右衛門が富山県から家族や小作人を伴って入植したことに始まる。当時の青山奥はうっそうとした森林地帯であり、当別に通じる道路がなかったため、生活必需品の買い出しには当別川に沿って下りながら40回以上も渡渉を繰り返さなくてはいけなかったという。翌1895年（明治28年）春、野村は堅雪の時期を選んで青山奥から知来乙までの道路測量を行い、雪が融けてから仮道を切り開いた。青山奥から当別まで出向くよりは、この樺戸仮道を使って月形に向かったほうが、距離が近かったのである。
1907年（明治34年）、月形村と厚田村を結ぶ仮定県道岩厚線が青山奥を通過して開削されることになり、後に開運橋が架けられるところに官設の渡船場ができた。その初代取扱人には、野村五右衛門が任命された。また同年11月には、青山奥駅逓所が開設されている。1910年（明治37年）に浜益港線が大袋まで開通すると、多数の人々が入地するようになり、開拓を加速させた。
農作物は青山部落と同様であり、まずは自家食糧の確保のため麦類・豆類・イナキビ・トウモロコシ・ソバ・馬鈴薯・カボチャなどが作られた。1897年（明治30年）ころからは換金作物としてアサが広まり、「青山奥の大麻の青はぎ」として有名になったが、この産業は大正時代中ごろに終わった。その後に作られるようになった青エンドウや小豆などの豆類は、第一次世界大戦の影響で価格が高騰し、遠く札幌や小樽から仲買人が札束を手にして殺到する事態となり、農家は笑いが止まらなかったという。しかし終戦とともに不況が訪れたことで、豆時代も終焉を迎えた。
農民たちの目は水田経営に向けられるようになり、用水路の開設が相次いで、1921年（大正10年）ころには平坦部農地の大部分が水田となった。水田経営が確立すると農家経済も安定するようになり、それまで激しかった住民の転出も落ち着きを見せた。
また青山奥は林産に恵まれた土地であり、1925年（大正14年）に王子製紙との間に製紙原料材供給の長期契約が結ばれ、造材作業は冬季における農民たちの現金収入の手段となった。
1926年（大正15年）9月28日に青山奥尋常小学校の校舎増築落成式が挙行された際、石狩支庁長や当別村長などの要人が参列していたが、ちょうどそのときに青山奥渡船場で住民女性2名が乗った船が転覆したという知らせが届き、かろうじて救助が間に合ったということがあった。水難事故を目の当たりにした要人たちは架橋の必要性を認識し、これが契機となって1929年（昭和4年）に開運橋が架けられた。
太平洋戦争終結後、青山中央以北は緊急開拓の地として取り上げられ、多くの入植者が送り込まれることとなった。そこで当別町は奥地開発の利とするために簡易軌道の敷設を目標として掲げ、1950年（昭和25年）7月11日には当別から青山中央までの営業が運行開始した。さらに1952年（昭和27年）には大袋までの全線が開通したが、当別川沿いを走る路線のため水害が相次ぎ、復旧費用の増加からこの当別町営軌道は1956年（昭和31年）3月31日をもって終了した。
その後、交通の主体はバスへと移行し、青山中央には郵便局や町役場出張所、診療所などもできて利便性が高まった。だが、1954年（昭和29年）に964人を数えた人口はやがて徐々に減っていき、1964年（昭和39年）に763人、1974年（昭和49年）に491人、1984年（昭和59年）に292人、1999年（平成11年）に102人となる。そして当別ダム建設に伴う農家移転が進み、2000年（平成12年）には青山中央自治会が解散となった。

### 青山奥二番川
もとは青山奥の一部とされていたが、1919年（大正8年）に一番川以北、大袋以南が「二番川部」となり、1928年（昭和3年）に「二番川区」と改称された。
1895年（明治28年）、岡田農場・鈴木農場・久保農場が設定され、小作人を募集した。こうした農場地は主に二番川以北であり、川より南は個人個人に払い下げられて入植を受けた。最初の入植者は1900年（明治33年）、由仁町などから移住してきた吉野喜一郎や大久保松之助ら13戸だった。
開拓当初は他の部落同様に自給自足の暮らしで、まだ米は作れなかったため月形の知来乙へと買い出しに行く必要があったが、笹薮をかき分けての山越えに際しては往復でわらじ3足を履きつぶしたという。主だった販売作物はアサであり、「青はぎ」にしてから後の青山中央あたりまで担ぎ出し、仲買人に売った。
1904年（明治37年）8月、札幌の地崎組により大袋までの浜益道路が開通し、さらに1908年（明治41年）には五番川まで竣工するに及んで、ようやく交通の利が得られるようになる。
1919年（大正8年）、初めて二番川部落で水田ができる。また大正時代には一時、砂金や石炭も産出されたが、産業として大成することはなかった。
1933年（昭和8年）に70戸を数えた入植者はその後次第に減少していき、太平洋戦争終結前には20戸余りとなった。しかし戦後には、本州からの移住者向けの集団帰農受け入れ本部が当別町に設けられ、1946年（昭和21年）から1949年（昭和24年）にかけて、59戸を二番川部落に移住させた。その全員が定着したわけではないので、1972年（昭和47年）時点での農家は既存と合わせて52戸となっていた。

### 青山奥三番川
三番川・四番川・五番川の一円は、かつて奥当別と呼ばれていた。1954年（昭和29年）に奥当別の南部を「三番川」、北部を「四番川」と称する2部落に編成した。
三番川部落の開拓は1905年（明治38年）ころ、芋田農場などが設置されて小作人を導入したことで始まった。しかし地味が悪いうえに交通も不便とあって、定着する者はなく、耕地は荒廃していった。大正から昭和にかけては、2〜3戸の農家が出入りして馬鈴薯を育てていた。
太平洋戦争終結後には緊急開拓指定地区となり、1946年（昭和21年）初冬に広島県からの開拓移民先遣隊が現地入りして、農場跡地の小屋に仮住まいしながら本隊の到着を待った。また同年には、樺太から引き揚げてイトムカ鉱山で働いていた菊地や岡崎らが、滝川から四番川を経て移住し、開墾を始めた。
1950年（昭和25年）秋、洪水が発生して床上浸水の被害が出たほか、作物にも打撃を受けた。
1952年（昭和27年）春、富良野町・秋田県・新潟県から各団体移民があって部落は42戸まで急増し、すでに閉校していた三番川小学校が復活する運びとなった。三番川部落の最盛期は1954年（昭和29年）で、開拓当初は1戸あたり約40〜50haを開墾していたものが、この年の耕地区角割は1戸あたり9〜10haと定められた。
1956年（昭和31年）に青山ダムが築造され、水没地域にあった農家は転出したものの、道路の改修や電気・電話の敷設など、部落が受けた恩恵も大きかった。
1958年（昭和33年）、北海道大学の矢島教授の経営診断により酪農が勧められ、1戸平均2〜3頭の乳牛を飼い始めたが、冬期間は豪雪のせいで二番川までの輸送もしばしば滞るため、3〜4年で終わりを迎えた。また、寒冷地に適した食用ユリの栽培はいったん成功したものの、2〜3年で価格が暴落してしまった。さらに水稲栽培に活路を求めた者も、1969年（昭和44年）の冷害で大打撃をこうむった。
相次ぐ作物転換で全農家は莫大な借金を背負い、もはや将来のめども立たなくなったため、部落を挙げて離農することが決まった。1971年（昭和46年）に、全農家が三番川を去った。

### 青山奥四番川
1906年（明治39年）、豊前国から美唄屯田に移住していた小倉兵次郎は、当別太に移住していた同郷の小倉清太郎と小倉繁次郎を誘い、四番川部落の開拓を始めた。同年には彼らのほかに4戸が入植しており、合計で7戸となっている。
1908年（明治41年）、大袋と浜益村を結ぶ道路が開削されたため、小倉兵次郎は農耕のかたわら商店を開設して浜益から仕入れた品物を販売した。同年には部落の戸数が22戸に達し、子どもの人数も増えたので、仮校舎を建てて教育を始めた。この部落立の私塾が、後の四番川小学校の原型である。
1926年（大正15年）に浜益への隧道が完成し、交通の利便性が増した。

## 施設
- 青山ダム
- 当別ダム
- 北海道立道民の森

## 交通
現在はすべて廃止されている。
当別町営軌道
1949年6月開業、1955年運行中止、その後再開断念し、1956年廃業した簡易軌道。当別停留所より大袋停留所までの31.3kmの路線である。
バス
1934年（昭和9年）、滝川バスが滝川駅〜四番川〜浜益村の運行を開始。この路線は企業の合併により1943年（昭和18年）3月1日、北海道中央バスの所管となる。
1949年（昭和24年）、北海道中央バスが石狩当別駅（現・当別駅）〜青山中央の運行を開始。
1960年（昭和35年）の時点で、当別からのバス路線は四番川まで延びているが、青山中央以北は冬期間運行を休止していた。
1967年（昭和42年）秋から土木現業所が除雪を請け負うようになり、ようやく四季を通じて四番川までのバス運行が可能となった。

## 教育
現在はすべて廃校となっている。
当別町立青山小学校
1901年3月開校、1975年3月閉校
当別町立青山中央小中学校
1901年3月20日開校、2000年12月閉校
当別町立二股小学校　
1904年7月1日開校、1975年3月31日閉校
当別町立三番川小学校
1909年開校、1971年3月31日閉校
当別町立四番川小学校
1908年6月19日開校、1973年3月31日閉校